# معادن المحيطات العميقة
معادن المحيطات العميقة (DOM) هي مغذيات معدنية (عناصر كيميائية) مستخرجة من مياه المحيطات العميقة (DOM) الموجودة في أعماق المحيطات بين 250 و 1500 متر.
تحتوي DOM على أكثر من 70 عنصر ومغذي معدني بما في ذلك المغنيسيوم (Mg) والكالسيوم (Ca) والبوتاسيوم (K) في شكلها الأيوني الحيوي.
لاستخراج هذه المنتجات، يتم معالجة DOM بالترشيح الدقيق والتناضح العكسي لتحلية وتركيز المغنيسيوم والمعادن الأخرى والعناصر النزرة أثناء التخلص من الملح (كلوريد الصوديوم).
على الرغم من أن البحث عن DOM في مراحله المبكرة، حيث أنه مصدر للكهارل التي يمكن أن تساعد في العمليات الحيوية للكربوهيدرات والبروتينات والدهون بالإضافة إلى الحفاظ على وظيفة العظام والأسنان والعضلات، إلا أن الفوائد الصحية ممكنة.
إن وفرة المعادن والعناصر النزرة ملحوظة أيضًا حيث أن أوجه القصور في المعادن الكلية والعناصر النزرة الدقيقة يمكن أن تؤدي إلى الشيخوخة المبكرة والخلل المناعي وقابلية الإصابة بالأمراض المتعلقة بالقلب والأوعية الدموية.

## المعادن والعناصر النزرة (DOM) الموجودة في DOM لها ثلاث وظائف مهمة
1.توفير البنية لأعضائنا وأنسجتنا وعظامنا - الكالسيوم والفوسفور والمغنيسيوم والفلور والكبريت.
2. يسهل الشكل المنحل بالكهرباء نشاط سوائل الجسم في الأنسجة للحفاظ على توازن السوائل، وتوازن الحمض والقاعدة، ونفاذية الغشاء، وتهيج الأنسجة (بما في ذلك نقل الأعصاب وتقلص العضلات) - الصوديوم والبوتاسيوم والكلوريد والكالسيوم والمغنيسيوم في الدم، وكلها موجودة في DOM.
3. المغنيسيوم وحده، يحفز ما يصل إلى 600 تفاعل للهرمونات والإنزيمات .

## مياه البحر والتغذية الشاملة
تتمتع مياه البحر بتاريخ طويل من الاستخدام العلاجي، يشار إليها باسم &quot;العلاج بمياه البحر&quot; ، وهي نشأت من الكلمة اليونانية &quot;thalassa&quot;. استخدم كل من الإغريق والرومان التأثيرات العلاجية لمياه البحر للاسترخاء والتجديد والتحفيز. ظهرت الكتب حول قوة الشفاء لمياه البحر لأول مرة في القرن السابع عشر وحتى أوائل القرن العشرين لذلك كانت العطلات الساحلية علاجية وترفيهية.
في عام 1897 ، نشر (René Quinton) أول أطروحة علمية شاملة تدعو إلى الاستخدام الطبي لمياه البحر في كتابه، مصفوفة مياه البحر العضوية، 1904. اكتشف التشابه بين المغذيات في مياه الطحالب الدقيقة ومحيط مغذيات الدم. وأشار إلى أن نسب المعادن في كلا السائلين كانت متشابهة باستثناء كلوريد الصوديوم، الذي قام بتعديله. اختار Quinton مياه البحر من المناطق التي تحتوي أيضًا على الطحالب الدقيقة.

## مياه المحيط
هناك ثلاث طبقات مختلفة بشكل واضح من مياه المحيط - مياه البحر السطحية ومياه المحيطات العميقة (DOM) ومياه المحيطات العميقة جدًا. تبقى كل طبقة منفصلة ومستقلة عن الأخرى، تتحرك بسرعات واتجاهات مختلفة من القوى الحركية المختلفة ولها درجات حرارة وكثافات مختلفة . تتأثر طبقة مياه البحر السطحية باختراق أشعة الشمس وتدور بسرعة متناغمة مع المواسم وأنماط الرياح على عمق 250 متر. تدعم الحياة الدقيقة والحيوانية.
الطبقة الوسطى هي DOM حيث تكون المياه خالية من أشعة الشمس وأشكال الحياة. يتميز ليس فقط بكثافته المعدنية ولكن درجة الحرارة الباردة والنظافة والعناصر النزرة. DOM موجودة على أعماق تتراوح بين 250 و 1500 متر. يتحرك تيار المحيط العميق هذا ببطء شديد تحت تأثير تدرجات الكثافة ودرجة الحرارة. تعزى الكثافة المعدنية العالية إلى الضغط المرتبط بالعمق والتغير في درجة الحرارة من 20 درجة مئوية على السطح إلى 8 درجات مئوية على عمق 600 متر يولد حركة هذه الطبقة.
تم اكتشاف مياه عميقة للغاية في المحيطات في عدد من الأحواض في المحيطين الأطلسي والهادئ. يمكن أن تتراوح الأعماق من 1500 متر إلى 15 كيلومترًا، ويتم دعم أشكال الحياة حيث تجلب العمليات البركانية الحرارة والمعادن إلى قاع البحر. يبدأ إنشاء DOM عندما يذوب الجليد الصيفي من كل من غرينلاند ومنطقة القطب الشمالي الفرعية. بحيث يجمع الماء الذائب المعادن والعناصر النزرة خلال رحلته إلى المحيط. المعادن تجعل الماء أثقل (DOM) لذا فإن الماء يغرق بشكل طبيعي في قاع المحيط حيث تبدأ رحلة لمدة 2000 عام. يتدفق جنوبًا إلى أسفل المحيط الأطلسي، ويتحرك حول الرأس الأفريقي ثم يتقدم شمالًا عبر المحيط الهندي وأيضًا إلى غرب
المحيط الهادئ، ويقترب أولاً من اليابسة في تايوان، ثم أوكيناوا وهاواي ثم يتقوس إلى الجنوب باتجاه القارة القطبية الجنوبية حيث تجبر درجات حرارة مياه البحر المتغيرة من شمس الصيف مياه المحيطات العميقة على السطح لإطعام أكبر سلسلة غذائية صغيرة وكبيرة على كوكبنا.
الساحل الشرقي لتايوان مجاور مباشرة لواحد من أكبر خزانات المياه التي يمكن الوصول إليها. كما تتمتع الجزر الجنوبية قبالة اليابان وهاواي بالوصول إلى مياه أعماق المحيطات.
يتميز الساحل الشرقي لتايوان بموقع مثالي لامتصاص مياه أعماق المحيط مباشرة إلى السطح من الساحل. يتم بعد ذلك ترشيحها الدقيق، يليها التناضح العكسي لتحلية وتركيز المغنيسيوم والمعادن الأخرى والعناصر النزرة على حساب كلوريد الصوديوم.

## الأبحاث
على مدار الخمسة عشر عامًا الماضية، كان هناك العديد من المنشورات الجديدة (أكثر من 40) التي أثبتت أن DOM باعتبارها ذات دلالة إحصائية فيما يتعلق بتحسين وظائف القلب والأوعية الدموية والأيض. تظهر الأبحاث السريرية الحديثة من تايوان واليابان وكوريا أيضًا فوائد صحية علاجية ذات دلالة إحصائية من استهلاك الموضعي أو الفموي لـ DOM. في عام 2009 ، نشر علماء في جامعة تايوان الوطنية للمحيطات، كيلونج، تايوان، أول دراسة ملحوظة لإجهاد جهاز المشي في الجرذان ويستار. استخدم الباحثون مياه المحيطات العميقة المحلاة والمعالجة بالترشيح الفائق والتناضح العكسي لزيادة مستويات المغنيسيوم والصلابة. تم الحصول على المياه من الساحل الشرقي لتايوان. أظهرت الدراسة أن المجموعات التجريبية DOM كانت أفضل بكثير من المجموعة الضابطة فيما يتعلق بمرور الوقت ونسبة التخلص من حمض اللاكتيك إلى زيادة حمض اللاكتيك. ولخصت النتائج، اقترح الباحثون أنه يمكن تحسين القدرة على التحمل والتكيف لممارسة الحمل وتسريع التخلص من إجهاد الفئران عند إطعامها بصلابة وبكمية أعلى.
في عام 2014 ، نشر علماء في جامعة هونغ كوانغ، تايتشونغ، تايوان، تجربة حيوانات جربيل، وأيدوا نتائج تجربة فأر ويستار وأظهروا مرة أخرى أن مياه المحيطات العميقة، تحسن بشكل كبير أداء التمارين في الجربات التي خضعت لممارسة جهاز المشي.
في عام 2013 ، أجرى الباحثون في قسم علوم الرياضة، جامعة تايبيه، دراسة بشرية عشوائية مزدوجة التعمية وهمية تسيطر عليها لتقييم تأثير DOM على التعافي الزمني من تمرين الإرهاق الذي تم إجراؤه عند 30 درجة مئوية. أدت مكملات DOM إلى الاسترداد الكامل للطاقة الهوائية في غضون أربع ساعات. كما ارتفعت قوة العضلات فوق مستويات الوهمية في غضون 24 ساعة من الشفاء. تم القضاء على زيادة الكرياتين (CK) والميوغلوبين، وهي مؤشرات على تلف العضلات الناتج عن التمرين، تمامًا بواسطة DOM بالتوازي مع الضرر التأكسدي المخفف. وتوصل الباحثون إلى أن النتائج تقدم دليلاً مقنعًا على أن DOM يحتوي على عناصر قابلة للذوبان، والتي يمكن أن تزيد من التعافي البشري بعد التحدي الجسدي الشامل.
على مدى السنوات الـ 11 الماضية، تظهر الدراسات التطبيق المحتمل لـ DOM للاستخدام كعلاج غذائي للوقاية والعلاج التقليدي لأمراض القلب والأوعية الدموية. في عام 2003 ، نشر باحثون يابانيون نتائجهم المتعلقة بالنشاط الدوائي لـ DOM الذي يؤثر بشكل مباشر على مستوى الدهون في الدم للأرانب التي تغذيها الكوليسترول.
في عام 2004 ، نشرت نفس المجموعة أيضًا نتائج جديدة تظهر تغييرات في الكوليسترول الضار في الأرانب وارتفاع الدهون في الدم التي يسببها النظام الغذائي، مقارنة بمياه البحر السطحية، و DOM ومجموعة ضابطة. كان مستوى
الكوليسترول المنخفض الكثافة في البلازما أقل في مجموعة DOM منه في مجموعة مياه البحر السطحية. كان نشاط الجلوتاثيون بيروكسيديز (GPx) أعلى بشكل ملحوظ في مجموعة DOM منه في المجموعة الضابطة، في حين لم يكن هناك فرق بين مياه البحر السطحية والمجموعات الضابطة. كما كان مستوى بيروكسيد الدهون أقل بكثير في مجموعة DOM منه في المجموعة الضابطة. تشير هذه النتائج المبكرة إلى أن DOM قد يكون مفيدًا للوقاية من ارتفاع الدهون الدم وتصلب الشرايين مقارنة بمياه البحر السطحية، ووجد أن انخفاض مستوى الكوليسترول الضار وتعزيز نشاط (GPx) كانا لهما دور في هذه التأثيرات.
في عام 2008 ، استخدمت مجموعة بحثية يابانية أرانب التي تعاني من ارتفاع الكوليسترول الدم لفحص التغييرات بسبب نظام DOM الغذائي على ديناميكا الدم القلبية الوعائية (تدفق الدم والضغط). كانت الضغط الانقباضي والانبساطي والنبض ومتوسط الشرايين والمقاومة الطرفية الكلية أقل بكثير في مجموعة DOM مما كانت عليه في المجموعة الضابطة.
أجريت أول تجربة بشرية لـ DOM في اليابان في عام 2008 مع 16 متطوعًا من الذكور يفحصون تأثير Nigari (مياه البحر المالحة الطبيعية أو مياه البحيرة) المعيارية على المغنيسيوم بطريقة متقاطعة عشوائية ثنائية الاتجاه. تم إعطاء
الأشخاص الأصحاء اختبار فحص مستوى االدهون قبل قياس تأثير فرط شحميات الدم بعد الأكل. ووجد الباحثون أن مكملات المغنيسيوم قللت من تأخر مصل ما بعد الأكل واستجابات chylomicron TAGبعد تحميل الدهون. تشير البيانات إلى أن مكملات المغنيسيوم قد تسهم في منع عملية تصلب الشرايين في الأشخاص الأصحاء.
بالإضافة إلى سلسلة من الأوراق البحثية من جامعة تايتشونغ، تايوان. في عام 2011 ، أكدت تجارب الفئران نتائج مماثلة للنتائج اليابانية وتوصلو إلى أن DOM الكهربائية المستخدمة في غسيل الكلى أفادت الفئران التي تعاني من ارتفاع الكوليسترول وأوصت بضرورة اتباع نظام غذائي يحتوي على DOM كمكون غذائي لصحة القلب والأوعية الدموية. كما تم نشر نتائج مماثلة في جامعة تايتشونغ الطبية في عام 2011 للهامستر.
في عام 2013 ، نشر باحثون في جامعة تايتشونغ تجربة الفئران الممتدة. أشارت الدراسة إلى أن 0.1 × DOM و 1 ×DOM و 2 × DOM قللت من الضغط الانقباضي والانبساطي في الفئران في تجربة مدتها ثمانية أسابيع. وقد ثبت أن DOM يقلل الدهون في المصل ويمنع تكون التصلب العصبي في نموذج أرنب فرط كوليسترول الدم. أظهرت النتائج أن DOM يقمع بشكل كبير مستويات الكوليسترول في الدم، ويقلل من تراكم الدهون في أنسجة الكبد، ويحد من الخطوط الدهنية الأبهرية.
في عام 2014 ، نشرت جامعة تشينغداو أوشن، الصين، ورقة توضح متى تمت إضافة DOM إلى خلايا HepG2 ، فقد خفضت محتويات الدهون في خلايا الكبد من خلال تنشيط بروتين kinase المنشط ل AMP، وبالتالي تثبيط صنع الكوليسترول والأحماض الدهنية وأوصت بالتحاق في العلاج والوقاية من نقص شحميات الدم والأمراض الأخرى المتعلقة بنمط الحياة.
يشير بحث DOM إلى أن لها تأثير إيجابي محتمل على صحة القلب والأوعية الدموية. ومع ذلك، فإن نتائج البحث من معهد البحوث الطبية الحيوية، مستشفى جامعة Kyungpook الوطني، دايجو، كوريا . توسع أيضًا الاستخدام الغذائي المحتمل لـ DOM كعلاج لمتلازمة . في عام 2008 ، أفاد الباحثون الكوريون أنه يمكن استخدام DOM كعامل مضاد للسمنة عن طريق تثبيط تمايز الخلايا الدهنية، بوساطة من خلال التعبير عن التنظيم الناجم عن عوامل النسخ الدهنية والبروتينات الخاصة بالخلايا الدهنية .
في عام 2009 ، نشر نفس الباحثين الكوريين دراسة أخرى حول التأثيرات المضادة للسمنة ومضادة للسكري من DOM في الفئران البدينة. تلقت المجموعة الضابطة ماء الصنبور وتلقت المجموعة التجريبية DOM بصلابة 1000 لمدة 84 يومًا.
سجلت مجموعة تغذية DOM انخفاض وزن الجسم بنسبة 7 ٪ مقارنة بالمجموعة الضابطة، وانخفاض مستويات الجلوكوز في البلازما بنسبة 35.4 ٪ وزيادة كبيرة في التخلص من الجلوكوز بعد 84 يومًا. يشير البحث إلى أن أنشطة مكافحة السكري والسمنة في DOM تم التوسط فيها عن طريق تعديل التعبير عن السكري وجزيئات معينة للسمنة. مجتمعة، توفر هذه النتائج إمكانية أن يكون تناول المستمر لـ DOM ذو قيمة علاجية غذائية لعلاج السمنة ومرض السكري. في عام 2013 , أجريت دراسة أخرى على الفئران التي يصببها مرض السكري لإنشاء أنظمة الجرعات. وتوصل الباحثون إلى أن DOM قدمت منشطًا جديدًا لامتصاص الجلوكوز.